# AWA America's Championship
AWA America's Heavyweight Championship fue un campeonato creado por Sgt. Slaughter para demostrar su patriotismo. Tuvo una duración de un poco más de un año, desde 1985 a 1986. Este campeonato no se debe confundir con el NWA Americas Heavyweight Championship que fue defendido en el territorio de la NWA en Hollywood.

## Lista de campeones
| Luchador:      | Reinado N°: | Derrotó a:                              | Fecha:              | Días:   | Ubicación:        |
| -------------- | ----------- | --------------------------------------- | ------------------- | ------- | ----------------- |
| Larry Zbyszko  | 1           | Se le es entregado.                     | enero de 1985       | 141-171 | N/A               |
| Sgt. Slaughter | 1           | Larry Zbyszko                           | 21 de junio de 1985 | 194-558 | Chicago, Illinois |
| Abandonado.    | N/A         | Debido a que Slaughter se va de la AWA. | 1986                | N/A     |                   |